# Chiesa di Santa Maria delle Grazie (Casalincontrada)
La chiesa della Madonna delle Grazie è sita a Largo Finizio a Casalincontrada, in provincia di Chieti.

## Storia
Nel XIX secolo l'edificio fu totalmente ricostruita su di una chiesa preesistente. Non sono state riscontrate tracce di costruzioni precedenti, indi la riedificazione parrebbe essere dalle fondamenta né vi sono elementi architettonici di epoche diverse.

## Descrizione

### L'esterno
La facciata è piatta con mattoni a vista e terminazione orizzontale in cui vi sono delle paraste, un portale con timpano, una finestra a forma di lunetta. La facciata della sagrestia è austera. Il tetto della chiesa è a doppia falda, mentre quello del campanile e della sagrestia è a pergolato. Sul muro esterno della chiesa vi è un bassorilievo raffigurante un uomo a cavallo.

### L'interno

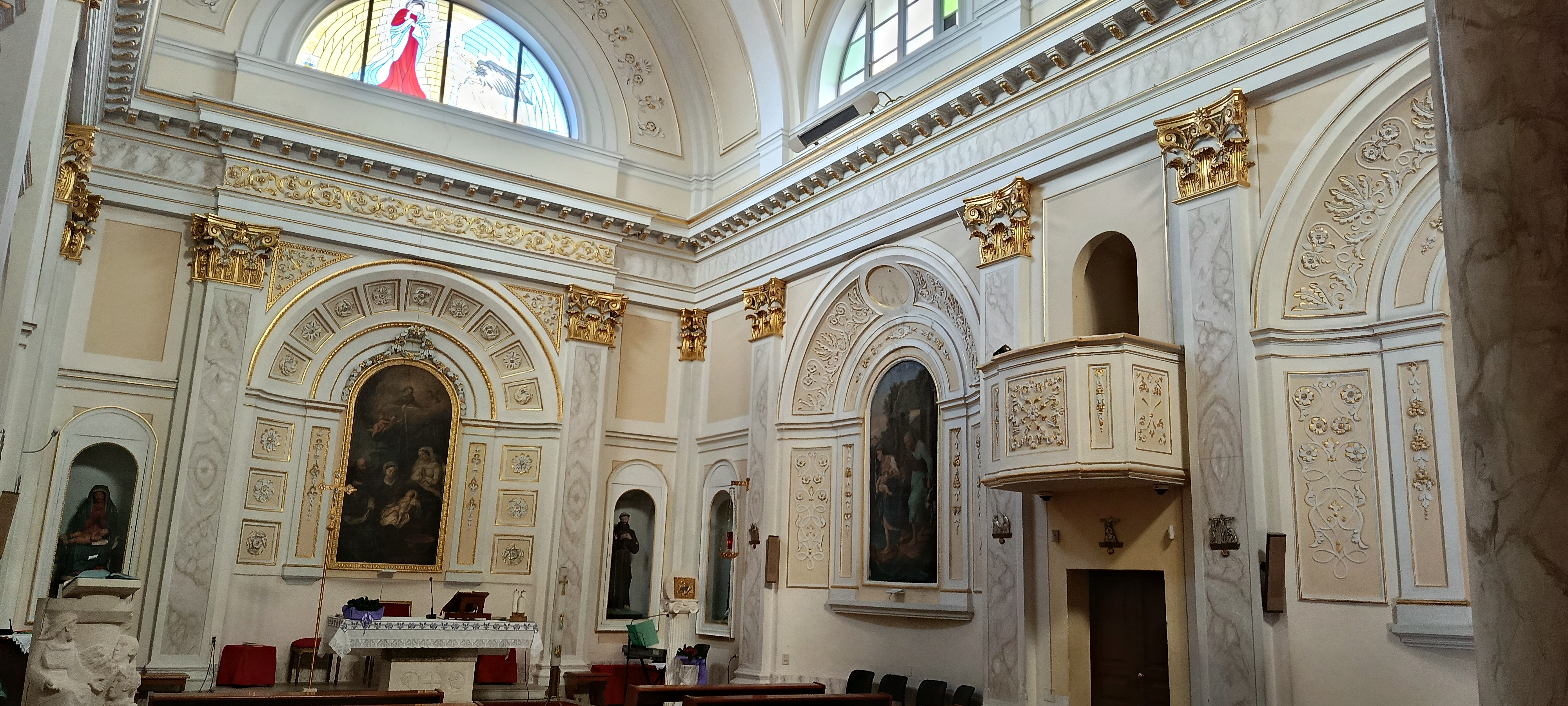
Spazio interno

L'edificio è a pianta rettangolare. L'interno è ad aula unica con ai lati dei vani adibiti a sacrestia. La tipologia dell'edificio è neoclassica con decorazioni semplici. Nell'aula vi sono due cappelle leggermente incavate per ogni lato, esse sono delimitate con paraste con ritmo binato e volta a botte ad arco a tutto sesto. I locali della sagrestia sono uniti direttamente con la chiesa e sono raggruppati al lato chiesa in un blocco unico. Il campanile è a pianta rettangolare con una piccola scalinata d'accesso.

#### Opere all'interno

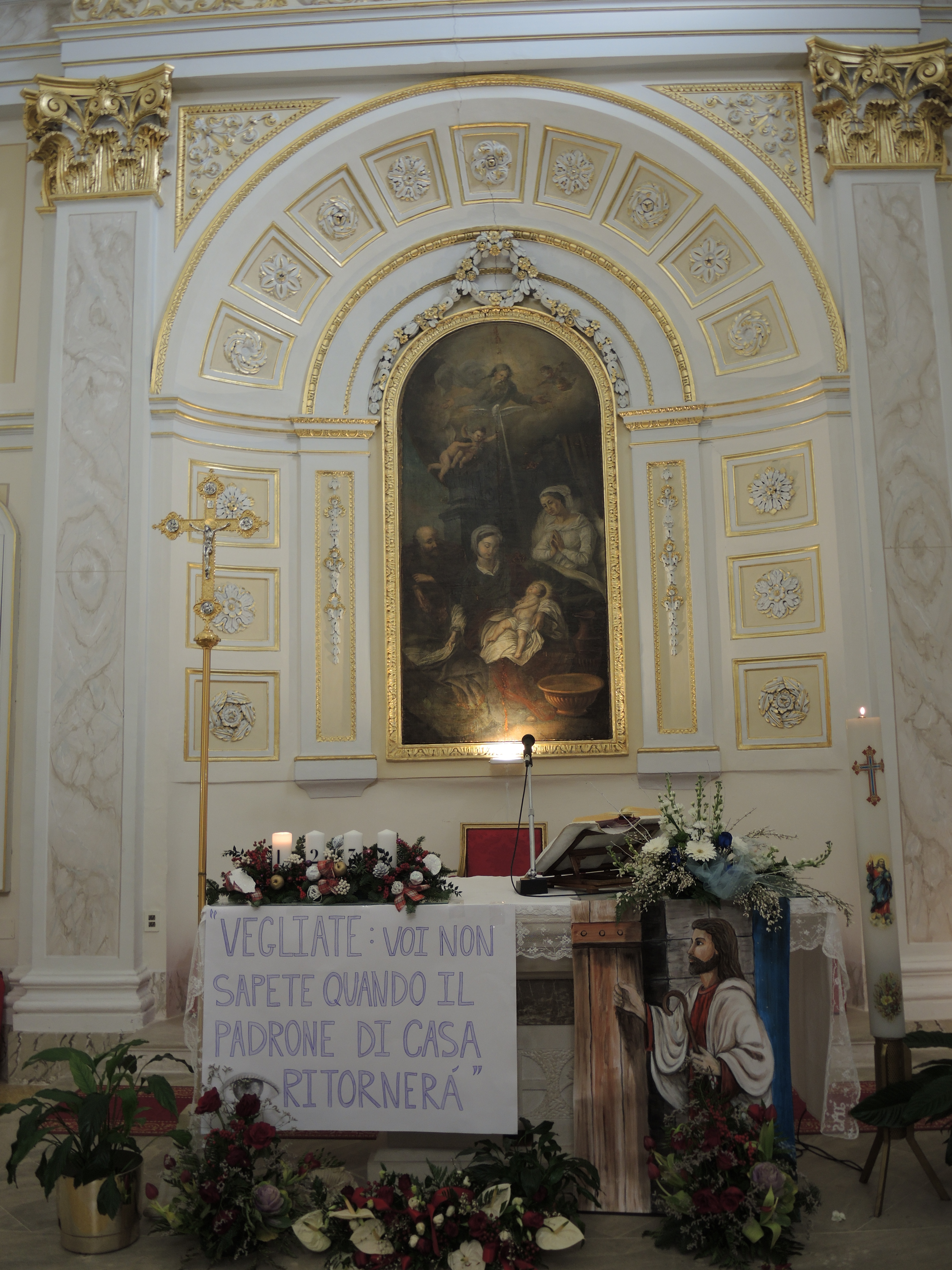
Altare

- Una statua della Madonna col Bambino in terracotta policroma alta un metro circa. Risale al XVI secolo.
- Una statua in legno policromo raffigurante Sant'Antonio da Padova, è alta circa un metro e mezzo, anch'essa risale al XVI secolo;
- Una corona d'argento della Madonna delle Grazie di oreficeria napoletana, risale al XVIII secolo;
- Quattro tele del pittore e ritrattista Ferdinando Palmerio da Guardiagrele raffiguranti:
  - Fuga'in Egitto, del 1872;
  - Sant'Antonio, del 1872;
  - Santa Lucia, Sant'Apollonia e Sant'Agata, del 1873;
  - La natività, di anno sconosciuto;
- Una tela raffigurante San Rocco in peste patronus di Francesco Maria De Benedictis, del 1872.